# 苏厄德公园校区
苏厄德公园校区（英語：Seward Park Campus）是纽约市教育部的“垂直校园”，位于纽约曼哈顿下东区埃塞克斯街拐角处的格兰街350号。前身為2006年被关闭的苏厄德公园高中，现在由五所小型高中组成。
学校的前身是P.S. 62中级中学。1923年，学校成為初高中合并的实验學校。两年后，它转型为苏厄德公园高中，由罗伯特·布罗迪（Robert Brodie）担任了第一任高中校长。由于纽约地铁IND 第六大道线（ F列车）的建设，学校搬迁至法院和拉德洛街监狱所在地。新大楼于1929年竣工。 大多数学生搭乘纽约地铁D列车前往学校。
苏厄德公园高中的學生人數一直下降，直至2006年6月最后一届学生毕业後停招。目前这座建筑里有五所规模较小的学校：双语和亚洲研究高中、新设计高中、埃塞克斯街学院、曼哈顿下城艺术学院和城市议会政法学院。这些小型高中的毕业率都比原来的苏厄德公园高中高出很多。苏厄德高中2001年的毕业率仅有32%，而在2022年，五所小型学校的毕业率分别为： 
- 双语和亚洲研究高中[3]– 99%
- 埃塞克斯街学院– 97%
- 城市议会政法学院– 89%
- 曼哈顿下城艺术学院– 86%
- 新设计高中[4]– 81%

作为苏厄德校区的一员，双语和亚洲研究高中在星期三提供课外活动，其中包括由校园内亚裔学生成立的信息技术和当代研究俱乐部ITCS。这个非營利組織学生俱乐部旨在帮助无基础学生掌握剪辑，平板绘画，网站设计等技能。该俱乐部自2022年成立至今已经吸纳了一定数量的成员。同时，校园也在周六提供课程，学生可以参加SAT准备、作业帮助，烹饪和开放健身房等活动。学校将此计划称为“超级星期六计划”。 
校运动队的昵称是苏厄德公园熊，他们参加了PSAL A级田径运动。女子运动包括篮球、垒球、排球、网球、保龄球、羽毛球。而男子运动包括棒球、篮球、排球、手球、保龄球和羽毛球。

### 笔记
1. ↑  . Seward Park High School Alumni Association.   [2011-04-16]. （原始内容存档于2019-03-22）.
2. ↑  "Citywide Council on High Schools Annual Report 2012-2013" （页面存档备份，存于） p.16
3. ↑  . web.   [2023-10-22]. （原始内容存档于2023-12-05） （英语）.
4. ↑  . web.   [2023-10-22]. （原始内容存档于2023-08-30） （英语）.
5. ↑  . InsideSchools.org.   [2011-04-16]. （原始内容存档于2016-06-25）.
6. ↑  . Seward Park Campus. 2021-10-28  [2023-10-22]. （原始内容存档于2023-10-23） （美国英语）.